# Grace Onyango
Pour les articles homonymes, voir Onyango.
Grace Baridi-Onyango, née le 26 juin 1924 dans la colonie du Kenya et morte le 8 mars 2023 à Kisumu (Kenya), est une femme politique kényane d'origine luo.

## Biographie

### Jeunes années
Grace Onyango naît en 1924 à Gobei dans l'actuel comté de Siaya à l'ouest de Kisumu. Elle est la deuxième d'une fratrie de neuf enfants.
Après sa scolarité fondamentale à l'école de Sakwa, elle termine ses études secondaires à la Ng'iya Girls' School de Ng'iya.
Bien que sa carrière professionnelle débute comme institutrice, elle est rapidement attirée par la défense des femmes et des jeunes filles.
Entre 1951 et 1964, elle est directrice du Ng’iya Women’s Teachers’ Training College, une école de formation pour futures institutrices, puis commissaire auxiliaire (Assistant Commissioner) pour l'aide aux jeunes filles du district de Central Nyanza. Elle devient, ensuite, la directrice régionale de la Child Welfare Society of Kenya (Office de la protection de l'enfance) pour Kisumu, tout en créant la Gill Women Group, une association de défense pour les femmes. Cette réussite professionnelle au service de la communauté l'amène à s'engager politiquement.

### Carrière politique
En 1964, Grace Onyango est élue au Conseil municipal de Kisumu (Kisumu Municipal Council). C'est la première femme conseillère municipale (échevin) en Afrique de l'Est. Le 1er avril 1965, malgré l'opposition de Thomas Odhiambo Mboya, qui l'accuse de vouloir abandonner le parti politique KANU (Kenya African National Union) pour le parti d'opposition KPU (Kenya People’s Union) d'Oginga Odinga, elle devient maire (bourgmestre) de Kisumuce qui est une première pour une femme au Kenya. Elle succède ainsi à Mathias P. Ondiek, qui est le premier maire africain du pays. 
En 1969, elle est responsable à la Luo Union of East Africa et première femme parlementaire à la chambre où elle représente la circonscription électorale de Kisumu. Elle devient même, temporairement, présidente (Speaker) de cette chambre, ce qui est, une première pour une femme en Afrique[réf. nécessaire]. Ses principaux combats sont en faveur de l'égalité de salaire entre hommes et femmes ainsi que de l'obtention d'un congé payé de maternité. Après 1983, elle délaisse la politique et se retire graduellement de la vie publique.

### Vie privée
Grace Onyango est veuve d'Onyango Baridi, un professeur qui joignit, après leur mariage, la Kenya News Agency (Agence de presse du Kenya) en tant que journaliste. Ils ont six enfants.